# Rhaphidopsis zonaria
Rhaphidopsis zonaria là một loài bọ cánh cứng trong họ Cerambycidae.